# Calanasan
Calanasan (Bayag) ist eine philippinische Stadtgemeinde in der Provinz Apayao. Sie hat 12.604 Einwohner (Zensus 1. August 2015). Die Gemeinde liegt im Wassereinzugsgebiet des Flusses Abulug, der seine Quelle am Mount Manta hat. 

## Baranggays
Calanasan ist politisch unterteilt in 16 Baranggays.
| - Butao - Cadaclan - Langnao - Lubong - Naguilian - Namaltugan - Poblacion - Sabangan | - Santa Filomena - Tubongan - Tanglagan - Tubang - Don Roque Ablan Sr. - Eleazar - Eva Puzon - Kabugawan |